# La Vallette (Schiff, 1942)
Die USS La Vallette (DD-448) war ein US-amerikanischer Zerstörer der Fletcher-Klasse, der im Zweiten Weltkrieg eingesetzt wurde. Das Schiff war benannt nach Konteradmiral Elie A. F. La Vallette.

## Geschichte
Die La Vallette wurde am 27. November 1941 auf der Bauwerft Federal Kearny auf Kiel gelegt. Der Stapellauf war am 21. Juni 1942. Sie wurde am 12. August 1942 unter dem Kommando von Korvettenkapitän H. H. Henderson in Dienst gestellt.
Nach Übungsfahrten und Begleiteinsätzen im Atlantik und in der Karibik verließ sie am 16. Dezember 1942 New York, um durch den Panamakanal in den Pazifik zu laufen. Ihren ersten Feindkontakt hatte sie am 29. Januar 1942 vor Guadalcanal, als sie die Task Force 18 deckte. Die La Vallette konnte dabei drei Flugzeuge abschießen.
Als sie am 30. Januar wieder angegriffen wurde, sie schützte gerade die Chicago, gelang es ihrer Mannschaft sechs Mitsubishi G4M Bettys abzuschießen. Die La Vallette wurde dabei jedoch von einem Torpedo getroffen, was 22 Mann das Leben kostete. Sie wurde nach Espiritu Santo geschleppt, wo die notwendigsten Reparaturen durchgeführt wurden. Danach lief sie zur Marinewerft Mare Island nach Kalifornien, wo sie am 1. April eintraf.
Vollständig repariert lief sie am 6. August nach Hawaii aus, wo sie sich einer Flugzeugträgerkampfgruppe anschloss, die einen Angriff auf die Marcus-Insel durchführte. Danach wurde sie zu Patrouillenfahrten in den Salomon-Inseln eingesetzt, wo sie in der Nacht vom 1. auf den 2. Oktober 1943 einen japanischen Konvoi entdeckte, aus dem sie vier Leichter, die zum Truppentransport verwendet wurden, versenkte und zwei weitere beschädigte. Die La Vallette wurde dann zu Begleitschutz während der Landungen auf den Gilbert-Inseln eingeteilt. Sie wurde auch bei den Angriffen auf Kwajalein und Wotje eingesetzt, wo sie ein weiteres Flugzeug abschoss.
Am 1. Februar 1944 beteiligte sie sich an Küstenbeschießungen, die der Vorbereitung der Landung auf Kwajalein dienten. Im April beschoss sie noch Aitape auf Neuguinea und am 2. Juni unterstützte sie die Landungen auf Noemfoor vor Neuguinea. Zwischendurch wurde sie für Patrouillen- und Begleitschutzfahrten eingesetzt.
Sie begleitete danach einige Konvois bei den ersten Angriffen auf die Philippinen und hatte gerade den Golf von Leyte als Konvoigeleit verlassen, als die See- und Luftschlacht im Golf von Leyte stattfand. Sie kehrte am 5. Dezember zu den Philippinen zurück, wo sie in der Straße von Surigao einen Kamikaze-Flieger abschoss. Von Dezember 1944 bis Januar 1945 war sie noch an fünf weiteren Landungen auf den Philippinen beteiligt. Danach schützte sie einige Minenräumboote, die die Bucht von Manila säuberten. Am 14. Februar lief sie in Mariveles Harbor auf eine Mine, wobei 6 Mann getötet und 22 verletzt wurden. Sie wurde in ein Trockendock in der Marinebasis Subic Bay geschleppt und lief dann zur Marinewerft Hunters Point in San Francisco, wo sie komplett repariert wurde. Am 7. August lief sie nach San Diego, wo sie am 16. April außer Dienst gestellt und der Reserveflotte zugeteilt wurde. Dort blieb sie bis 1969. Im Jahr 1974 wurde sie als Ersatzteilspender nach Peru verkauft.
Die La Vallette erhielt für ihre Dienste im Zweiten Weltkrieg zehn Battle Stars.